# محمد الحجام
محمد الحجام (1956 - 2020)، هو صحفي مغربي عمل مدير جريدة «ملفات تادلة» وعضو المجلس الوطني للصحافة. وهو قيديوم الصحافة الجهوية لجهة بني ملال خنيفرة. ومعتقل سياسي سابق.

## السياسة و النضال
محمد الحجام معتقل سياسي سابق قضى سنتين سجنا عام 1984م في سجن فاس بسبب نشاطه السياسي في صفوف اليسار الراديكالي، وقد ظل داعما لليسار و حاضرا في مختلف الملتقيات والمحطات النضالية إلى حين وفاته.

## وفاته
صباح يوم الإثنين 24 فبراير 2020 سقط بشكل مفاجئ في المحطة الطرقية لبني ملال، حيث كان يستعد للسفر إلى مدينة الرباط، لحضور اجتماع للمجلس الوطني للصحافة. وأضاف المصدر ذاته، أن أزمة قلبية آلمت بالهالك، نقل على إثرها إلى قسم المستعجلات بالمستشفى الجهوي لبني ملال، حيث لفض أنفاسه الأخيرة.